# 하유선
하유선(1982년 9월 11일 ~ )은 대한민국의 가수 겸 영화배우, 방송인이다.

## 생애
영화 활동 당시에는 하소연이라는 예명을 사용하였으나, 텔레비전 시트콤 출연 이후 본명인 하유선으로 개명하였다. 하유선은 본명으로 하소연은 예명이었다.
취미는 인터넷 서핑과 청소와 음악감상이고 마라톤과 수영과 댄스에 특기가 있다. 신장은 175cm이고 체중은 50kg이다.

### 경력
- 2004년 2004 에로틱 아일랜드 영화대상'에서 네티즌이 뽑은 최고의 에로배우로 선정[1]
- 모델로 데뷔
- 잡지 GZ 모델
- 아팡 포토 스탬프 CF광고에 출연

## 출연작

### 영화
- 《하소연》
- 《새됐어》
- 《오빠의 불기둥》
- 《하이틴》
- 2002년 《동거와 언톨드》
- 《만덕이의 보물상자》
- 《깃발을 꽂으며》
- 《로또 걸》
- 《날 건드리지마》
- 《우연》
- 《말 할 수 없는 비밀》
- 《야망》
- 《열번째 서비스》

### 방송
- 경인방송 - 그래서 이웃사촌, 2001년 ~ 2002년 (도중하차)[2]
- 라디오 DJ 방송국 '하유선의 붐 업 뮤직 업'

## 앨범
- 2007년 디지털 앨범 123EVA
- 2005년 0.5집 앨범 Born Again 0.5

## 참고 자료
- 씨네21 - 하소연[깨진 링크(과거 내용 찾기)]

## 같이 보기
- 진도희
- 이진희
- 진주희